# Aiwassedapur
Der 178 km lange Aiwassedapur (russisch Айваседапур) ist der rechte Quellfluss des Pur in Westsibirien (Russland, Asien).

## Geographie
Der Aiwassedapur entsteht im zentralen Teil des Westsibirisches Tieflandes, nördlich des Höhenzuges Sibirskije uwaly, nördlich des Ob-Mittellaufes, aus den Quellflüssen Jetypur (Етыпур) von links und Jerkalnadeipur (Еркалнадейпур) von rechts. Der Jerkalnadeipur ist mit 423 Kilometern der längere Quellfluss, mit dem zusammen die Flusslänge somit 601 Kilometer beträgt.
Der Aiwassedapur durchfließt, auf seiner gesamten Länge auf dem Territorium des Autonomen Kreises der Jamal-Nenzen, zumeist stark mäandrierend das sumpfige und seenreiche Tiefland in nördlicher Richtung. Schließlich vereinigt er sich vier Kilometer unterhalb der am Pjakupur gelegenen Stadt Tarko-Sale mit dem Pjakupur zum Pur.
Die wichtigsten Nebenflüsse sind Chaduteipur (auch Chadytapur) und Charampur von rechts. Im Einzugsgebiet des Aiwassedapur gibt es 29.000 Seen mit einer Gesamtfläche von 3800 km².

## Hydrologie
Das Einzugsgebiet des Aiwassedapur umfasst 26.100 km². Die mittlere Wasserführung in Mündungsnähe beträgt 260 m³/s. Nahe dem Zusammenfluss ist der Aiwassedapur fast 300 Meter breit und zwei Meter tief. Die Fließgeschwindigkeit beträgt hier 0,8 m/s.
Der Fluss gefriert von Oktober bis Ende Mai/Anfang Juni.

## Wirtschaft und Infrastruktur
Der Aiwassedapur ist auf seiner gesamten Länge (auch mit 171 km angegeben) schiffbar, ebenso sein rechter Quellfluss Jerkalnadeipur auf 113 Kilometern ab dem Dorf Chaljassawei.
Auch im Einzugsgebiet des Aiwassedapur gibt es wie in dem des westlichen Pur-Quellflusses Pjakupur Erdöl- und Erdgaslagerstätten, die aber bisher weniger erschlossen sind. Daher gibt es direkt am Fluss auch keine Ortschaften. Im Mittellauf, etwa 70 Kilometer südlich von Tarko-Sale oberhalb der Einmündung des Charampur, wird der Fluss von einer Pontonbrücke überquert, über die eine Straße zu den östlich des Aiwassedapur gelegenen Bohrarbeitercamps, wie Charampur und Wojenga führt.